# Список чинних чемпіонок світу з боксу серед жінок
Це список чинних чемпіонок світу з боксу серед жінок.

## Поточні чемпіонки
Нижче наведено список поточних чемпіонок в кожній ваговій категорії станом на 5 червня 2022.

### Важка вага (175+фунтів, 79.4+кг)
(англ. Heavyweight)
| WBA | WBC                                           | IBF       | WBO       | The Ring |
|     | Ханна Габріельс 21–2–1 (12 KO) 17 квітня 2021 | вакантний | вакантний |          |

### Напівважка вага (168+ або 175фунтів, 76.2+ або 79.4кг)
(англ. Light heavyweight)
| WBA                                           | WBC | IBF       | WBO       | The Ring |
| Ханна Габріельс 21–2–1 (12 KO) 17 квітня 2021 |     | вакантний | вакантний |          |

### Друга середня вага (168фунтів/76,2кг)
(англ. Super middleweight)
| WBA                                               | WBC                                                | IBF                                               | WBO                                                | The Ring                                          |
| Франшон Крюс-Дезурн 8–1-0-1 (2 KO) 30 квітня 2022 | Франшон Крюс-Дезурн 8–1–0–1 (2 KO) 13 вересня 2018 | Франшон Крюс-Дезурн 8-1–0-1 (2 KO) 30 квітня 2022 | Франшон Крюс-Дезурн 8–1–0–1 (2 KO) 14 вересня 2019 | Франшон Крюс-Дезурн 8–1-0-1 (2 KO) 30 квітня 2022 |

### Середня вага (160фунтів/72,6кг)
(англ. Middleweight)
| WBA                                       | WBC                                          | IBF                                       | WBO                                       | The Ring                                  |
| Кларесса Шилдс 13–0 (2 KO) 22 червня 2018 | Кларесса Шилдс 13–0 (2 KO) 17 листопада 2018 | Кларесса Шилдс 13–0 (2 KO) 22 червня 2018 | Кларесса Шилдс 13–0 (2 KO) 15 жовтня 2022 | Кларесса Шилдс 13–0 (2 KO) 13 квітня 2019 |

### Перша середня вага (154фунти/69,9кг)
(англ. Super welterweight/Junior middleweight)
| WBA                                       | WBC                                        | IBF                                      | WBO                                        | The Ring  |
| Ганна Ренкін 11–5 (2 KO) 5 листопада 2021 | Наташа Джонас 12–2–1 (8 KO) 3 вересня 2022 | Марі-Ів Дікер 18–1 (1 KO) 17 грудня 2021 | Наташа Джонас 12–2-1 (8 KO) 19 лютого 2022 | вакантний |

### Середня вага (147фунтів/66,7кг)
(англ. Welterweight)
| WBA                                            | WBC                                            | IBF                                            | WBO                                            | The Ring                                        |
| Джессіка Маккаскілл 12–2 (4 KO) 15 серпня 2020 | Джессіка Маккаскілл 12–2 (4 KO) 15 серпня 2020 | Джессіка Маккаскілл 12–2 (4 KO) 15 серпня 2020 | Джессіка Маккаскілл 12–2 (4 KO) 15 серпня 2020 | Джессіка Маккаскілл 12–2 (4 KO) 13 березня 2021 |

### Перша напівсередня вага (140фунтів/63,5кг)
(англ. Super lightweight/Junior welterweigh)
| WBA                                      | WBC                                       | IBF                                        | WBO                                       | The Ring                                   |
| Калі Реїс 19–7–1 (5 KO) 6 листопада 2020 | Шантель Кемерон 15–0 (8 KO) 4 жовтня 2020 | Шантель Кемерон 15–0 (8 KO) 30 жовтня 2021 | Калі Реїс 19–7–1 (5 KO) 19 листопада 2021 | Шантель Кемерон 15–0 (8 KO) 30 жовтня 2021 |

### Легка вага (135фунтів/61,2кг)
(англ. Lightweight)
| WBA                                    | WBC                                   | IBF                                    | WBO                                     | The Ring                              |
| Кеті Тейлор 21–0 (6 KO) 28 жовтня 2017 | Кеті Тейлор 21–0 (6 KO) 1 червня 2019 | Кеті Тейлор 21–0 (6 KO) 28 квітня 2018 | Кеті Тейлор 21–0 (6 KO) 15 березня 2019 | Кеті Тейлор 21–0 (6 KO) 1 червня 2019 |

### Друга напівлегка вага (130фунтів/59кг)
(англ. Super featherweight/Junior lightweight)
| WBA                                     | WBC                                              | IBF                                        | WBO                                      | The Ring                                   |
| Чой Хюн-Мі 19–0–1 (5 KO) 30 жовтня 2013 | Алісія Баумгарднер 11–1 (7 KO) 13 листопада 2021 | Мікаела Майєр 16–0 (5 KO) 5 листопада 2021 | Мікаела Майєр 16–0 (5 KO) 31 жовтня 2020 | Мікаела Майєр 16–0 (5 KO) 5 листопада 2021 |

### Напівлегка вага (126фунтів/57,2кг)
(англ. Featherweight)
| WBA                                   | WBC                                                          | IBF                                   | WBO                                                            | The Ring  |
| Еріка Крус 14–1 (3 KO) 22 квітня 2021 | Аманда Серрано 42–2–1 (30 KO) 4 лютого 2021                  | Сара Махфуд 11–0 (3 KO) 20 липня 2020 | Аманда Серрано Super champion 42–2–1 (30 KO) 19 лютого 2020    | вакантний |
| Еріка Крус 14–1 (3 KO) 22 квітня 2021 | Сабріна Перес Interim champion 18-1-1 (2 KO) 19 березня 2022 | Сара Махфуд 11–0 (3 KO) 20 липня 2020 | Бренда Карабахал Interim champion 18-5-1 (9 KO) 14 травня 2022 | вакантний |

### Друга легша вага (122фунти/55,3кг)
(англ. Super bantamweight/Junior featherweight)
| WBA                                        | WBC                                                              | IBF                                        | WBO                                          | The Ring  |
| Маєрлін Рівас 16–4–2 (10 KO) 7 лютого 2020 | Ямілет Меркадо 16–2 (5 KO) 16 листопада 2019                     | Чернека Джонсон 14-1 (6 KO) 22 квітня 2022 | Сеголен Лефевр 15–0 (1 KO) 20 листопада 2021 | вакантний |
| Маєрлін Рівас 16–4–2 (10 KO) 7 лютого 2020 | Кудакваше Чівандіре Interim champion 5–2–1 (4 KO) 26 лютого 2022 | Чернека Джонсон 14-1 (6 KO) 22 квітня 2022 | Сеголен Лефевр 15–0 (1 KO) 20 листопада 2021 | вакантний |

### Легша вага (118фунтів/53,5кг)
(англ. Bantamweight)
| WBA                                       | WBC                                      | IBF                            | WBO                                      | The Ring  |
| Джеймі Мітчелл 8–0–2 (5 KO) 9 жовтня 2021 | Юліхан Луна 24–3–1 (4 KO) 31 жовтня 2020 | Мійо Йошіда 17–4 9 грудня 2023 | Діна Торслунд 17–0 (7 KO) 25 червня 2021 | вакантний |

### Друга найлегша вага (115фунтів/52,2кг)
(англ. Super flyweight/Junior bantamweight)
| WBA                                      | WBC                                                         | IBF                                       | WBO                                     | The Ring  |
| Клара Лескурат 7–0 (3 KO) 24 червня 2022 | Лурдес Хуарес 32–2 (4 KO) 12 грудня 2020                    | Мікаела Лухан 10–1–1 (3 KO) 30 січня 2021 | Тамао Одзава 17–5 (6 KO) 30 травня 2022 | вакантний |
| Клара Лескурат 7–0 (3 KO) 24 червня 2022 | Аделаїда Руїс Interim champion 12–0–1 (6 KO) 8 вересня 2022 | Мікаела Лухан 10–1–1 (3 KO) 30 січня 2021 | Тамао Одзава 17–5 (6 KO) 30 травня 2022 | вакантний |

### Найлегша вага (112фунтів/50,8кг)
(англ. Flyweight)
| WBA                                      | WBC                                       | IBF                                                | WBO                                                | The Ring                                 |
| Марлен Еспарза 12–1 (1 KO) 9 квітня 2022 | Марлен Еспарза 12–1 (1 KO) 19 червня 2021 | Леонела Паола Юдіка 17–0–3–1 (0 KO) 19 грудня 2014 | Габріела Селесте Аланіс 13–0 (5 KO) 18 червня 2022 | Марлен Еспарза 12–1 (1 KO) 9 квітня 2022 |

### Перша найлегша вага (108фунтів/49кг)
(англ. Light flyweight/Junior flyweight)
| WBA                                                               | WBC                                   | IBF                                                   | WBO                                                    | The Ring  |
| Джессіка Нері Плата Super champion 28–2 (3 KO) 11 березня 2022    | Кім Клавель 16–0 (3 KO) 29 липня 2022 | Евелін Насарена Бермудес 16–0–1 (6 KO) 29 грудня 2018 | Евелін Насарена Бермудес 16–0–1 (6 KO) 26 березня 2022 | вакантний |
| Ґвадалупе Баутіста Regular champion 17–11–2 (3 KO) 12 грудня 2020 | Кім Клавель 16–0 (3 KO) 29 липня 2022 | Евелін Насарена Бермудес 16–0–1 (6 KO) 29 грудня 2018 | Евелін Насарена Бермудес 16–0–1 (6 KO) 26 березня 2022 | вакантний |

### Мінімальна вага (105фунтів/47,6кг)
(англ. Minimumweight/Strawweight/Mini flyweight)
| WBA                                         | WBC                                        | IBF                                     | WBO                                      | The Ring  |
| Сеніеса Естрада 22–0 (9 KO) 20 березня 2021 | Тіна Рупрехт 11–0–1 (3 KO) 30 вересня 2018 | Йокаста Валле 25–2 (9 KO) 4 серпня 2019 | Йокаста Валле 25-2 (9 KO) 8 вересня 2022 | вакантний |

### Перша мінімальна вага (102фунтів/46,3кг)
(англ. Atomweight, junior mini flyweight, light minimumweight)
| WBA                                            | WBC                                          | IBF                                       | WBO                                     | The Ring  |
| Монсеррат Аларкон 17–4–2 (0 KO) 31 серпня 2018 | Фабіана Битикі 19–0–1 (5 KO) 22 вересня 2018 | Міка Івакава 11–6–1 (3 KO) 1 вересня 2022 | Юко Курокі 20–7–2 (9 KO) 1 вересня 2022 | вакантний |